# Isabella Krieger
Isabella Krieger (* 1994 in Ludwigslust) ist eine deutsch-US-amerikanische Schauspielerin.

## Leben
Isabella Krieger wurde als Tochter einer US-Amerikanerin geboren. Erste Schauspielerfahrungen sammelte sie als Kinderdarstellerin von 2000 bis 2005 am Mecklenburgischen Staatstheater Schwerin, bevor sie in Großbritannien und den USA lebte. Ihre Schauspielausbildung erhielt sie von 2017 bis 2021 an der Hochschule für Musik und Theater „Felix Mendelssohn Bartholdy“ Leipzig.
Ab der Spielzeit 2019/20 wurde sie für zwei Jahre am Staatsschauspiel Dresden im Schauspielstudio engagiert, wo sie unter anderem als Ella Littlejohn in einer Bühnenfassung des Romanes Geisterritter von Cornelia Funke sowie in Suburban Motel von  George F. Walker als Shirley auf der Bühne stand.
2019 hatte sie in der Rosamunde-Pilcher-Verfilmung Der magische Bus, basierend auf der Kurzgeschichte Promise of tomorrow, unter der Regie von Marco Serafini und an der Seite von Max Woelky die weibliche Hauptrolle. Sie spielte darin die Reisekauffrau Olivia Walsh, die sich selbstständig macht und Themenreisen mit einem Oldtimerbus in Cornwall anbietet.
Ab dem Frühjahr 2021 stand Krieger als Assistenzärztin Viktoria Stadler für Dreharbeiten zur ARD-Vorabendserie In aller Freundschaft – Die jungen Ärzte vor der Kamera. Ihren ersten Auftritt hatte sie in der am 23. Dezember 2021 erstmals ausgestrahlten Folge 275 Durchhalten. Im Herbst 2021 drehte sie für den Film Fette Beute aus der ZDF-Krimireihe Wilsberg, in dem sie die Rolle der Sophie Zöller übernahm. Mit der im Oktober 2024 erstmals ausgestrahlten Folge 393 Kurswechsel stieg sie aus der Serie In aller Freundschaft – Die jungen Ärzte aus.

## Filmografie (Auswahl)
- 2015: Curse of Mesopotamia
- 2017: Treponema Pallidum (Kurzfilm)
- 2017: The Nurses of Blackchapel (Kurzfilm)
- 2019: Rosamunde Pilcher – Der magische Bus (Fernsehreihe)
- 2020: Spides (Fernsehserie)
- 2021–2024: In aller Freundschaft – Die jungen Ärzte (Fernsehserie)
- 2022: Wilsberg: Fette Beute (Fernsehreihe)
- 2023: The Spawn (Kurzfilm)
- 2025: Oben ohne